# Ситница
Ситница е най-голямата река в Косово. Извира от планината Жегаво в югоизточната част на Косово.
Водосборният ѝ басейн е 2861 km². Влива се при Косовска Митровица в Ибър. Протича в посока от юг на север през Косово поле. Единият от притоците ѝ е отклонението на Неродимка, която е изкуствено отведена по ново корито наречено Терзия с цел създаване на водно укрепление към средновековния комплекс Петрич, което съществува още от/по времето на крал Стефан Милутин.
Дължината на реката е 90 km, а средния ѝ дебит 9,5 m² / сек. Естественият наклон на терена през Косово поле по който протича реката е сравнително малък (0,76 ‰), което води до честа промяна на коритото ѝ. На Ситница има изградени два язовира - Батлово (с воден обем 30 милиона м³) и Грачанка (с воден обем 50 милиона м³).